# Browning M1903
Browning M1903 — самозарядный пистолет, разработанный Дж. М. Браунингом для вооружения армии и сил полиции. Это оружие производилось бельгийской фирмой «Fabrique Nationale D'armes de Guerre Herstal» (FN). Конструкция этого пистолета оказалась очень удачной и он был принят на вооружение в Бельгии, Нидерландах, Перу, а также некоторых других государствах.

## История
В период до начала Первой мировой войны в Бельгии было выпущено 38 тысяч пистолетов, из которых 10 тыс. было поставлено в Швецию и 8 тыс. - в Османскую империю.

## Конструкция
Автоматика пистолета действует по принципу отдачи свободного затвора. Возвратная пружина размещена внутри кожуха-затвора под стволом. Ударно-спусковой механизм курковый, несамовзводный, со скрытым курком. Боевая пружина пластинчатая, расположена вдоль задней стенки рукоятки, за магазином. Предохранителей два — флажковый на левой стороне рамки и автоматический в виде рычага на задней стенке рукоятки (выключается, когда стрелок плотно обхватывает рукоятку рукой). Магазин коробчатый, отъёмный, однорядный, размещён в рукоятке. Прицельные приспособления открытые, нерегулируемые.
Некоторое количество пистолетов было выпущено с приставной кобурой-прикладом и магазином увеличенной ёмкости на 10 патронов.

## На вооружении
- Швеция: принят на вооружение под наименованием 9 mm pistol m/07, до начала первой мировой войны закуплено 10 000 бельгийских пистолетов[1], ещё 89 230 шт. было выпущено в 1917—1942 годах на оружейном заводе «Хускварна» (Husqvarna Vapenfabriks A.H.). На рукояти пистолета шведского производства логотип FN был заменён на логотип «Хускварны».
- Бельгия: не принят на вооружение армии, но использовался в других структурах, производился на Национальной оружейной фабрике в Эрнстале (FN), в 1903—1927 годах выпущено 58 442 шт.[1], общий выпуск в 1903—1940 гг. составил около 60 тыс. шт.
- Вторая Испанская Республика: большое количество поступило из Европы после начала гражданской войны.
- Османская империя: с 1908 до начала первой мировой войны в августе 1914 года закуплено 8 тыс. пистолетов для полиции[1]
- Эстония: в 1922—1926 годах закуплено 4616, оставались на вооружении до середины 1930-х годов, позднее проданы в Испанию[1]
- Финляндия: 100 шт. имелось на вооружении к моменту окончания гражданской войны; во время советско-финской войны 1939—1940 годов шведские пистолеты поступали на вооружение финской армии и к концу войны имелось 860 пистолетов бельгийского и шведского производства, они использовались во время Второй мировой войны, к весне 1944 года их осталось 772.[2]
- Норвегия: до начала Первой мировой войны в Бельгии закуплено 500 шт. для норвежской армии[1]
- Парагвай: 324 шт. закуплено в 1927 году[1] и некоторое количество из этих пистолетов оставалось на вооружении парагвайской армии в 2012 году[3]
- Великобритания: некоторое количество было поставлено до начала первой мировой войны[1]
- Германская империя: во время Первой мировой войны захваченные в Бельгии пистолеты поступали в войска.
- Российская империя: некоторое количество пистолетов с приставными кобурами-прикладами было закуплено в 1908—1914 годах для полиции, Отдельного корпуса жандармов[1] (у этих пистолетов на затворе стояли клейма «МОСК. СТОЛ. ПОЛИЦіЯ» или «МСП», «О.К.Ж.»)[4] и Охранной стражи сев.-зап. жел. дорог (клеймо «С.З.Ж.Д.»); помимо указанного, в феврале 1907 года пистолет был включён в перечень рекомендованных систем пистолетов, которые разрешалось приобретать в частном порядке офицерам царской армии в качестве личного оружия вместо револьвера обр. 1895 г..
- Сербия: принят на вооружение.
- Дания: принят на вооружение.
- РСФСР: некоторое количество пистолетов «браунинг» обр. 1903 года находилось на вооружении небольшой части личного состава РККА в период гражданской войны (в основном, у командиров)[5] по меньшей мере до 1920 года[6]
- Сальвадор: некоторое количество пистолетов закуплено в 1927 году[1]
- Германия: после оккупации Бельгии и Дании, пистолеты под наименованием Pistole 622(b) поступили на вооружение агентов абвера, оккупационных войск и охранно-полицейских формирований.